# 26393 Scaffa
26393 Scaffa è un asteroide della fascia principale. Scoperto nel 1999, presenta un'orbita caratterizzata da un semiasse maggiore pari a 2,2082453 UA e da un'eccentricità di 0,1141413, inclinata di 2,58779° rispetto all'eclittica.
L'asteroide è dedicato al brasiliano Alejandro Mariano Scaffa, vincitore del premio Intel nel 2010.